# إيفان غيراسيموف
إيفان غيراسيموف (بالروسية: Герасимов, Иван Александрович)‏ هو لاعب كرة قدم روسي في مركز الهجوم، ولد في 11 يناير 1985 في غروزني في روسيا. لعب مع روتور فولغوغراد ونادي كراسنودار.

## وصلات خارجية
- إيفان غيراسيموف على موقع قاعدة بيانات كرة القدم.إي يو (الإنجليزية)
- إيفان غيراسيموف على موقع Soccerway.com (الإنجليزية)